# Bürg (Kronach)
Bürg ist ein Gemeindeteil der Kreisstadt Kronach im Landkreis Kronach (Oberfranken, Bayern).

## Geographie
Der Weiler liegt auf einer Anhöhe, die nördlich ins Tal des Öfelsgrabens und südlich ins Tal des Föritzbächleins abfällt. Die Bundesstraße 303 führt nach Entmannsdorf (1 km östlich) bzw. nach Burgstall  (1,2 km westlich).

## Geschichte
Gegen Ende des 18. Jahrhunderts gab es in der Oberen und Unteren Bürg 3 Anwesen (2 Gütlein, 1 Tropfhaus). Das Hochgericht übte das Rittergut Schmölz-Theisenort in begrenztem Umfang aus. Es hatte ggf. an das bambergische Centamt Kronach auszuliefern. Das Rittergut Schmölz-Theisenort war gleichzeitig auch Grundherr über sämtliche Anwesen.
Mit dem Gemeindeedikt wurde Bürg dem 1808 gebildeten Steuerdistrikt Theisenort und der 1818 gebildeten Ruralgemeinde Gehülz zugewiesen. Am 1. Mai 1978 wurde Bürg im Zuge der Gebietsreform in Bayern in Kronach eingegliedert.

### Einwohnerentwicklung
| Jahr      | 001818 | 001861 | 001871 | 001885 | 001900 | 001925 | 001950 | 001961 | 001970 | 001987 |
| Einwohner | 8      | 15     | 19     | 24     | 30     | 21     | 30     | 21     | 20     | 15     |
| Häuser    | 1      |        |        | 4      | 4      | 4      | 4      | 4      |        | 4      |
| Quelle    | [ 5 ]  | [ 7 ]  | [ 8 ]  | [ 9 ]  | [ 10 ] | [ 11 ] | [ 12 ] | [ 13 ] | [ 14 ] | [ 1 ]  |

## Religion
Der Ort ist römisch-katholisch geprägt und nach St. Johannes der Täufer (Kronach) gepfarrt. Seit der Gründung der Pfarrei St. Bonifatius (Gehülz) in der ersten Hälfte des 20. Jahrhunderts sind die Katholiken dorthin gepfarrt.